# Proyecto Uranio
El Proyecto Uranio es el nombre clave del proyecto de energía nuclear desarrollado por el Departamento de Desarrollo de Armamento de la Wehrmacht durante la Segunda Guerra Mundial para el empleo de esta en la fabricación de la bomba atómica.

## Desarrollo
El proyecto de energía nuclear alemán se conoce informalmente como el Uranverein ('Club del uranio') y comenzó pocos meses después del descubrimiento de la fisión nuclear.

### El descubrimiento de la fisión nuclear
En diciembre de 1938, los químicos alemanes Otto Hahn y Fritz Strassmann enviaron un manuscrito a la presentación de informes Naturwissenschaften en el que informaban que habían detectado el elemento bario después de bombardear con neutrones el uranio. Al mismo tiempo, se comunicaron estos resultados a Lise Meitner, que en julio de ese año huyó a los Países Bajos y posteriormente a Suecia. Meitner y su sobrino Otto Frisch, interpretaron correctamente estos resultados como una prueba de la fisión nuclear. Frisch confirmó estos resultados experimentalmente el 13 de enero de 1939.

### Comienzan a trabajar

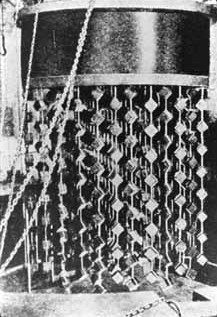
Uranio en cubos de la pila nuclear de Haigerloch.

El Proyecto Uranio es el análogo de la Alemania nazi al Proyecto Manhattan de los EE. UU. Los esfuerzos alemanes desembocaron en la creación de dos equipos rivales, uno trabajando para fines militares, y otro dedicado a fines civiles, ambos coordinados por la Reichspost (el sistema postal del Tercer Reich).

### El primer Uranverein
Paul Harteck fue director del departamento de física y química en la Universidad de Hamburgo y asesor de la Heereswaffenamt (HWA, Oficina de armamento del Ejército). El 24 de abril de 1939, junto con su ayudante de enseñanza Wilhelm Groth, Harteck se puso en contacto con la Reichskriegsministerium (RKM, Ministerio de la Guerra del Reich) para alertarlos sobre el potencial de las aplicaciones militares de las reacciones nucleares en cadena. Dos días antes, el 22 de abril de 1939, después de escuchar una conferencia de Wilhelm Hanle sobre el uso de la fisión del uranio en una Uranmaschine (máquina de uranio, es decir, el reactor nuclear), Georg Joos, junto con Hanle, notificó a Wilhelm Dames, del Reichserziehungsministerium (REM, Ministerio de Educación del Reich), de las posibles aplicaciones militares de la energía nuclear. Tan solo siete días después, un grupo organizado por Dames en el REM se reunió para discutir la posibilidad de una reacción nuclear en cadena sostenida. El grupo incluía a los físicos Walther Bothe, Robert Döpel, Hans Geiger, Wolfgang Gentner (probablemente invitado por Walther Bothe), Wilhelm Hanle, Gerhard Hoffmann, Georg y Joos; Peter Debye fue invitado, pero no asistió. Después de la reunión, el trabajo informal comenzó en la Universidad Georg-August de Gotinga por Joos, Hanle, y su colega Reinhold Mannfopff; el grupo de físicos que se conoce informalmente como el primer Uranverein (Club del Uranio) y oficialmente como Arbeitsgemeinschaft für Kernphysik. El trabajo del grupo se suspendió en agosto de 1939, cuando los tres fueron llamados a filas.

### Agua pesada
Durante la guerra, los aliados destruyeron varias veces las plantas de agua pesada de los nazis, elemento necesario para la fabricación de armas nucleares. Los aliados, avisados del extremo peligro que representaba la investigación nuclear, llegaron a organizar misiones de comandos destinados a hundir el último cargamento de agua pesada que había escapado a la destrucción de un bombardeo aliado.

### Operación ALSOS
El nombre clave Operación Alsos (o Misiones Alsos) corresponde a las misiones dirigidas como parte del Proyecto Manhattan estadounidense para conocer los progresos alemanes sobre el empleo de la energía atómica como arma de guerra y saquear los remanentes.

### La batalla de Berlín
En  mayo de 1945, cae Berlín y los aliados occidentales capturan a los científicos alemanes del Proyecto Uranio. Otto Hahn, Max von Laue, Walter Gerlach, Werner Heisenberg, Paul Harteck, Carl Friedrich von Weizsäcker, Karl Wirtz, Erich Bagge, Horst Korsching y Kurt Diebner son detenidos y enviados a Farm Hall en Inglaterra. Entre los materiales incautados, los estadounidenses envían a los Estados Unidos varias toneladas de uranio-235, un isótopo inestable del uranio. Los soviéticos capturaron a otros como Manfred von Ardenne, encargado de los disparadores de la bomba atómica.
Lavrenti Beria, jefe del NKVD soviético, tenía como una de las prioridades de la batalla de Berlín el asegurarse el suministro de uranio, así como la captura de los científicos alemanes. El general Andréi Jruliov mandó a las tropas que custodiaron el uranio y los laboratorios encontrados. Se obtuvieron 250 kg de uranio metálico, 3 toneladas de óxido de uranio y 20 litros de agua pesada. Asimismo, los científicos Peter Thiessen y Ludwig Bewilogua acompañaron a los materiales en su traslado a la Unión Soviética.